# 사보이아 공작 비토리오 아메데오 1세
사보이아 공작 비토리오 아메데오 1세 (이탈리아어: Vittorio Amedeo I di Savoia;, 1587년 5월 8일 ~ 1637년 10월 7일)는 1630년에서 1637년까지의 사보이아 공작이다.

## 생애

비토리오 아메데오 1세의 판화

사보이아 공작 카를로 에마누엘레 1세와 스페인의 왕 펠리페 2세의 딸 스페인의 카테리나 미카엘라의 아들로 피에몬테 토리노에서 태어났다. 어린 시절 대부분을 할아버지 펠리페 2세의 궁전이 있는 마드리드에서 보냈다. 펠리페 2세가 사망한 1598년까지 그곳에서 머물렀으며, 그때 그의 나이 7세였다. 그의 형제 필리포 에마누엘레 (Filippo Emanuele)가 1605년에 죽음으로서, 그는 사보이아 공국의 법정 추정 상속인이 되었다.

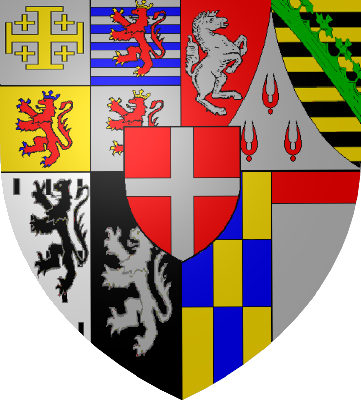
비토리오 아메데오 1세 이후 사보이아 공작 문장.

비토리오 아메데오는 1630년에 그의 아버지가 사망한 후 사보이아 공작이 되었다. 카를로 에마누엘레의 정책은 프랑스와 스페인 두 관계에 엄청난 불안정성을 가져왔고, 공국을 지킬 군대가 필요로 했다. 용병들이나 상비군을 모집할 돈이 모자랐기에, 비토리오 아메데오는 스페인과 강화 조약을 체결했다.
케라스코 조약으로 사보이아는 피네롤로를 강제로 프랑스에 내주었다. 이 양도는 사보이아의 심장부와 이탈리아로 향하는 전략적 지점을 프랑스에게 내주는 것이였다. 이 시기부터 사보이아의 통치자들은 그곳을 상실한 것을 분하게 여겼고, 되찾는데 목표를 두며 수십 년을 투자했다. 그 뒤에 리슐리외 추기경의 지시로 비토리오 아메데오는 이탈리아내 반스페인 동맹 구축을 시도했다. 그는 스페인을 상대로 두 차례 승리를 얻어냈다: 1636년 토르나벤토 전투, 1637년 9월 8일 몸발도네 전투.

## 사망
1637년 9월 25일 비토리오 아메데오는 크레키 공작이 제안한 저녁 식사를 한 후 병에 걸렸다. 그는 베르첼리로 옮겨져 50세의 나이로 10월 7일에 사망했다.

## 혼인과 자녀
1619년, 그는 앙리 4세와 마리 드 메디시스의 딸 프랑스의 마리아 크리스티나와 혼인했다. 그가 죽고나서 그녀는 1637년부터 1663년까지 사보이아의 섭정으로 일했다. 그들의 자녀는 다음과 같다:
- 사산아 (1621)
- 루이지 아메데오 (1622년 토리노 – 1628년 토리노)
- 루이사 크리스티나 (1629년 7월 27일 토리노 – 1692년 5월 14일 토리노) - 작은아버지인 마우리치오 디 사보이아와 혼인
- 프란체스코 지아친토 (1632년 9월 14일 토리노 – 1638년 10월 4일 발렌티노성) - 사보이아 공작
- 카를로 에마누엘레 2세 (1634년 6월 20일 – 1675년 6월 12일 베나리아궁) - 사보이아 공작; 사촌인 프랑수아즈 마들렌 도를레앙과 혼인했으나 자식이 없었고; 또다른 사촌 마리아 조반나 바티스타 디 사보이아느무르와 재혼하여 자식을 가졌다;
- 마르게리타 비올란테 (1635년 11월 15일 토리노 – 1663년 4월 29일 파르마) - 파르마 공작 라누초 2세 파르네세와 혼인했으며; 사생아 두 명을 두었고; 마지막 아이를 낳다가 사망했다;
- 엔리케타 아델라이데 (1636년 11월 6일 토리노 – 1676년 3월 18일 뮌헨) - 바이에른 선제후 비텔스바흐 가문의 페르디난트 마리아와 혼인하여 자식을 두었다
- 카테리나 베아트리체 (1636년 11월 6일 토리노 – 1637년 8월 26일 토리노) - 위와 쌍둥이

| 사보이아 공작 비토리오 아메데오 1세 사보이아 가출생: 1587년 5월 8일 사망: 1637년 10월 7일 |                             |                          |
| 작위                                                                                      |                             |                          |
| 이전 카를로 에마누엘레 1세                                                                | 사보이아 공작 1630년–1637년 | 이후 프란체스코 지아친토 |